# Plau am See
Plau am See là một đô thị tại Ludwigslust-Parchim (trước thuộc huyện Parchim), bang Mecklenburg-Vorpommern, miền bắc nước Đức.
Plau am See có diện tích 77,46 km2, dân số thời điểm 31/12/2006 là 5804 người. Plau am See có cự ly 28 km về phía đông Parchim, và 29 km về phía tây Waren.

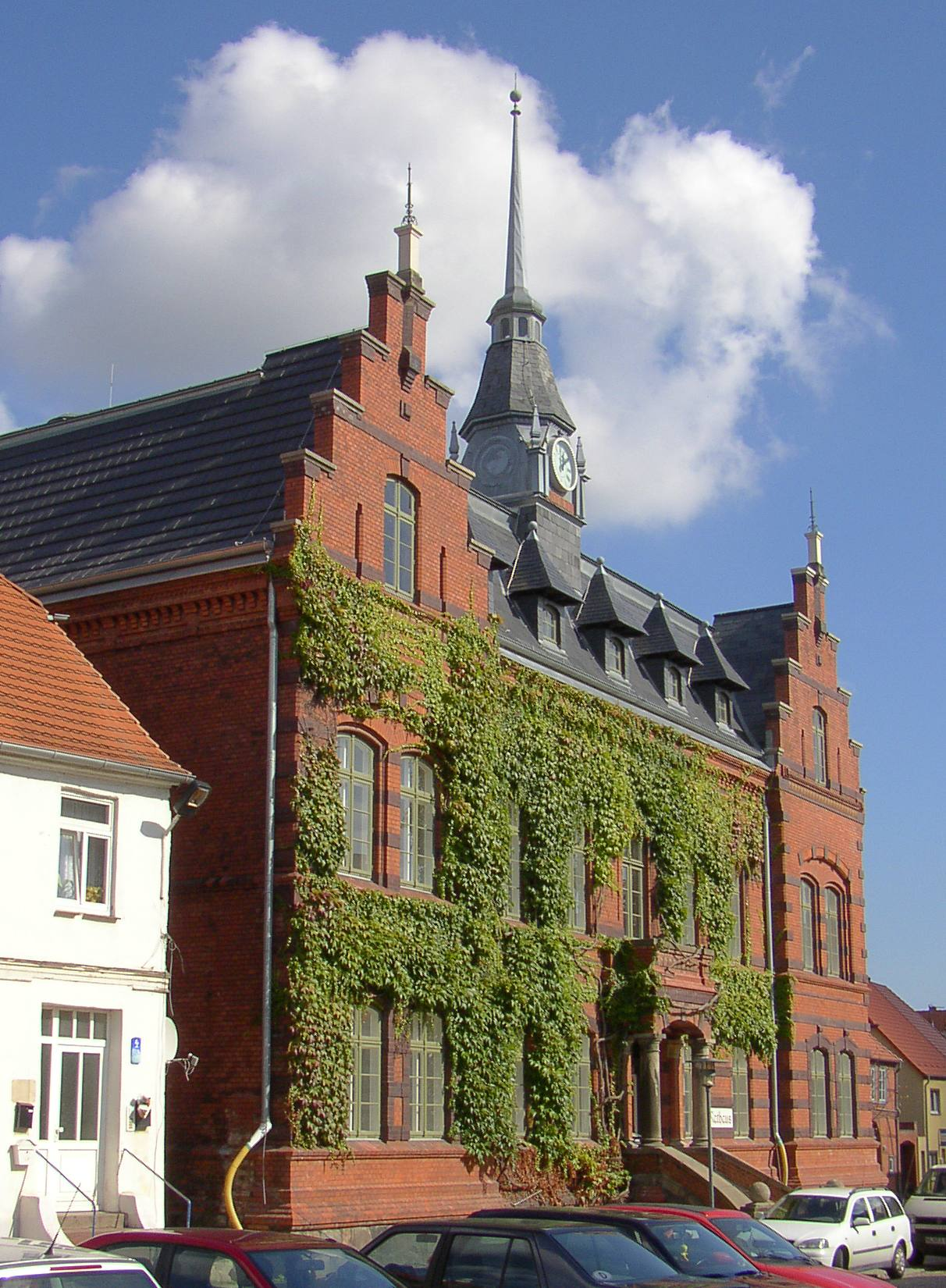
Tòa thị chính
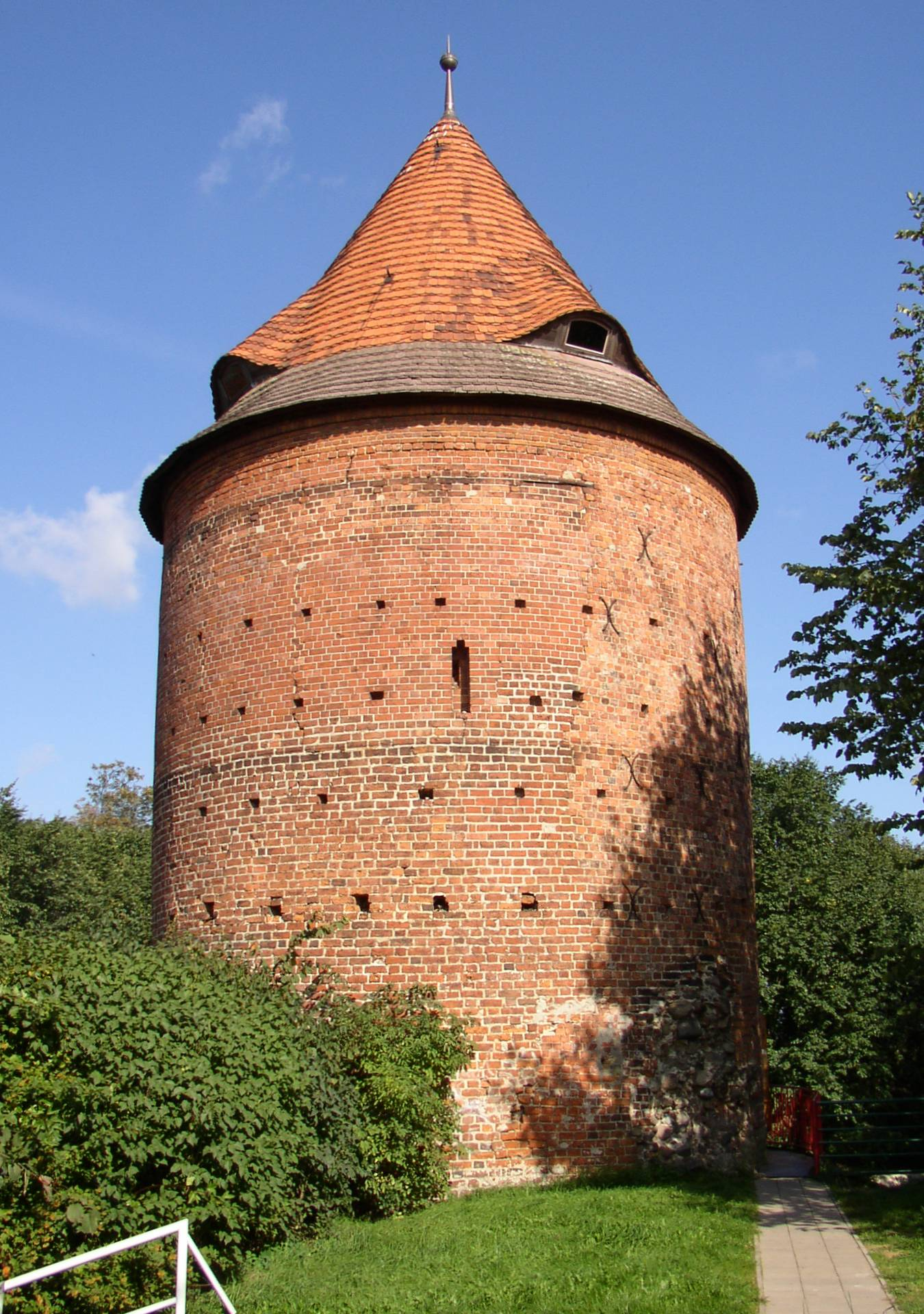
Tháp của lâu đài cũ
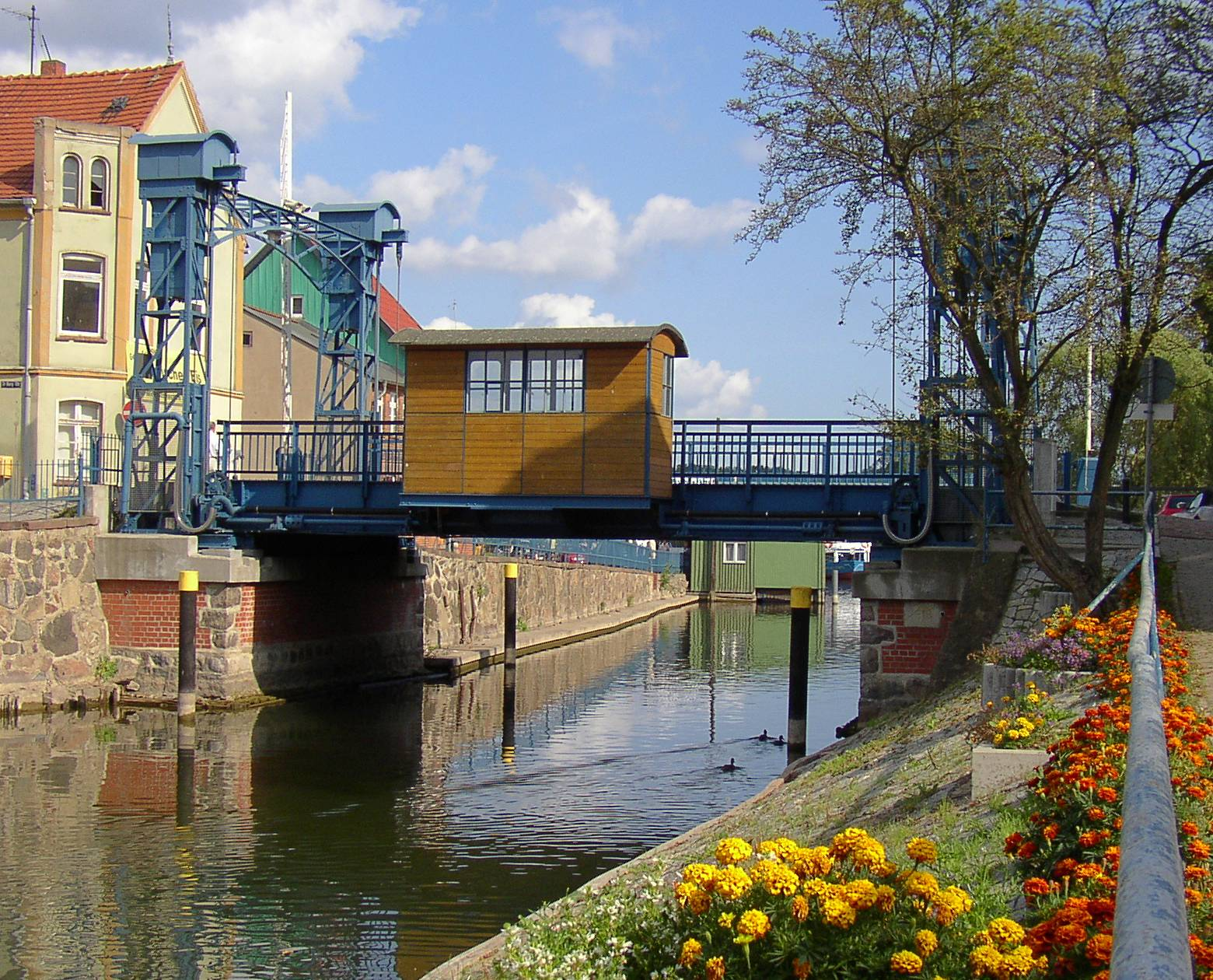
Cầu